# Сакатекас (муниципалитет)
Сакатекас (исп. Zacatecas) — муниципалитет в Мексике, входит в штат Сакатекас. Население 123 899 человек.